# Тајна Грете Гарбо
Тајна Грете Гарбо је представа театра Мадленијанум, за коју је сценарио написао хрватски драмски писац Миро Гавран. Редитељка представе је Ђурђа Тешић, костиме је урадила Јелисавета Татић–Чутурило, док је сценограф била Зорана Петров.

## О представи
Тајна Грете Гарбо се бави животом славне глумице десетак година након што је окончала каријеру. Гарбо је била ћутљива и повучена, нерадо је давала интервјуе и одбијала гостовања у телевизијским емисијама. Од 1941, када је снимила последњи филм, па до своје смрти 1990, готово да се никада није појављивала у јавности. О последњих педесет година њеног живота се зна веома мало, али познато је да је живела у веома луксузном стану, на Менхетну. Представа покушава да одговори на питање шта је скандинавску филмску диву натерало да оконча изузетно успешну филмску каријеру, али и да прикаже како је изгледао њен усамљенички живот, каква су јој била занимања и како се осећала.
Представа је премијерно приказана 27. фебруара 2012. године, од када је стално на репертоару Мадленијанума.

## Улоге
- Тања Бошковић као Грета Гарбо
- Јована Балашевић као Линда
- Миодраг Крстовић као Роберт
- Петар Бенчина као Дејвид